# Club ComuniKT
El Club ComuniKT es una institución deportiva de Ambato, Ecuador, fundada en el 2010. El club practica diversos deportes, pero el más importante es el baloncesto.

## Historia
El Club Deportivo ComuniKT fue fundado oficialmente el 2010 en Ambato que entonces estaba dedicada al veraneo. Los comienzos estuvieron apuntalados por tres hombres llamados Carlos Lopez, Richard Ortiz junto al gran apoyo de Javier Cevallos Ramirez quien fue el primer presidente del club. Fueron los pioneros de la historia de ComuniKT. Defendieron una forma de practicar el deporte y moldearon una institución que es diferente a las demás tanto para Ambato como la provincia de Tungurahua.
Su primera actividad deportiva fue en el Cuadrangular Lasallano, quedando en el primer lugar; luego de varios meses fueron invitados por el cantón Píllaro, ganando también el mejor lugar en la primera etapa. También ha sabido ganarse reconocimientos no solo en la provincia sino también en distintas ciudades como el Puyo y Machala. Desde ese momento se ve ya cristalizado la idea para el zonal, para todo logro siempre tuvieron el apoyo de Javier Cevallos Ramírez, presidente del Club Deportivo Comunikt.
En el debut de la temporada 2012 ocupó el tercer lugar en la clasificación de la Liga Ecuatoriana de Baloncesto; perdiendo en semifinales ante la Asociación Deportiva Naval de Guayaquil, dejando buena imagen al baloncesto de la provincia.
Su tradicional rival, dada su cercanía geográfica, es el Club Importadora Alvarado. Los partidos entre ambos equipos están entre los que más concurrencia tienen en el torneo y se jugaban en la cancha neutral del Coliseo Mayor de Deportes. 

### Indumentaria
La camiseta es a franjas horizontales azules, con vivos y números blancos. El short es de color celeste.
La indumentaria alternativa se basa en una camiseta de color blanco, con vivos celestes, y short blanco.

## Clásico ambateño en Liga Ecuatoriana de Baloncesto
- Partidos disputados: 8
- Ganados por ComuniKT: 6
- Ganados por Importadora Alvarado: 2

### Resultados del Clásico ambateño por Liga Ecuatoriana de Baloncesto
| Año  | Resultado                              | Año  | Resultado                             |
| ---- | -------------------------------------- | ---- | ------------------------------------- |
| 2012 | Importadora Alvarado 90 - ComuniKT 106 | 2012 | ComuniKT 87 - Importadora Alvarado 92 |
| 2013 | Importadora Alvarado 88 - ComuniKT 102 | 2013 | ComuniKT 90 - Importadora Alvarado 85 |
| 2014 | Importadora Alvarado 72 - ComuniKT 96  | 2014 | ComuniKT 92 - Importadora Alvarado 75 |
| 2014 | Importadora Alvarado 98 - ComuniKT 97  | 2014 | ComuniKT 89 - Importadora Alvarado 80 |